# Sarah Grilo
Sarah Grilo (Buenos Aires, 1917 - Madrid, 2007) fue una pintora argentina, que vivió en Buenos Aires, Nueva York, París y Madrid y es considerada una importante artista latinoamericana de arte abstracto de posguerra. Murió en Madrid en 2007. 

## Biografía
Sarah Grilo comenzó su carrera de artista de forma autodidacta y más tarde empezó a estudiar en el taller del artista catalán Vicente Puig, muy transitado por los artistas argentinos en la década del 30. Allí conoció a quien sería su marido desde 1944, el también artista José Antonio Fernández-Muro. 

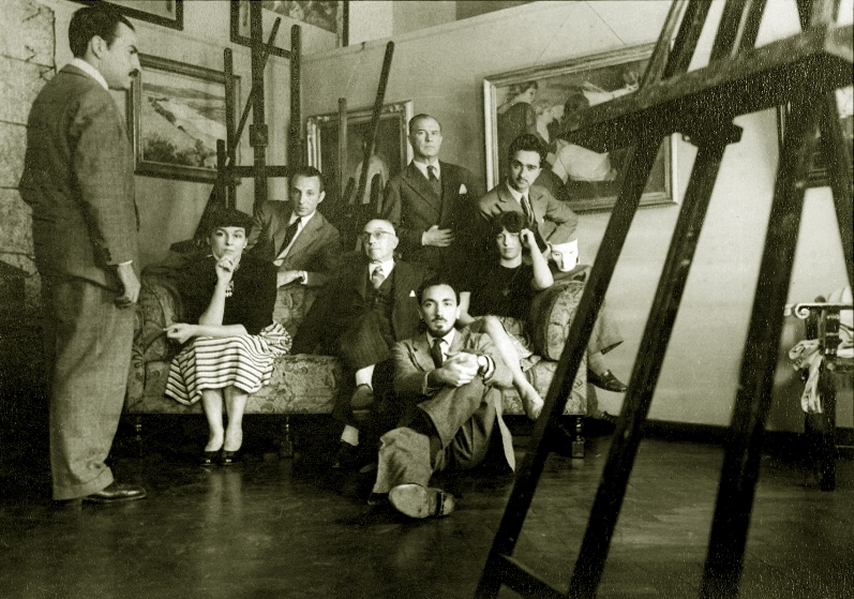
Fotografía grupal en el estudio del artista catalán Vicente Puig, Buenos Aires, ca. 1940

En 1947, siendo ya padres de dos hijos, Verónica y Juan Antonio, la pareja decide trasladarse a Europa y, con la idea de instalarse más adelante en París, se afincan primero en Madrid durante unos años. Es en esta ciudad donde en 1949 Grilo presenta su primera exposición individual, que se caracterizó por ser una mezcla entre figurativismo y rasgos del cubismo. Ese mismo año, sus propósitos de instalarse en Francia quedaron truncados al no poder seguir recibiendo dinero de Buenos Aires cuando el entonces presidente argentino, Juan Domingo Perón, prohibió la exportación de divisas al extranjero, y en 1950 regresan a la Argentina.
En ese periodo sus pinturas se habían tornado a figuras más abstractas, y en 1952 pasa a formar junto a otros artistas el grupo Artistas Modernos de la Argentina, bajo la conducción de Aldo Pellegrini, presentando su primera muestra ese mismo año en la Galería Viau. 
El grupo, conformado por artistas como Enio Iommi, Alfredo Hlito, Tomás Maldonado, Lidy Prati y José Antonio Fernández-Muro, entre otros, se presentó en muestras en el Museo de Arte Moderno de Río de Janeiro y en el Museo Stedelijk de Ámsterdam hasta que se disolvió en 1954.
En una entrevista ese mismo año, Grilo afirmaba que para ella lo fundamental en pintura debe “manifestar su época, alcanzando la mayor potencia expresiva, dentro de las tendencias más renovadoras”. Y añadía que “es responsabilidad de cada nueva generación de artistas alterar” lo que fue creado por sus predecesores. Estas declaraciones de Grilo servirían como fuerza catalítica a la hora de definir su trabajo.
En 1956, participó en la Bienal de Venecia, y al año siguiente, junto con su marido, se instaló en París, donde asistiría al seminario de Pierre Francastel en la Sorbona. En 1960, Jorge Romero Brest, por entonces director  del Museo Nacional de Bellas Artes, invitó a Sarah Grilo para integrar, junto con su esposo, Clorindo Testa, Miguel Ocampo y Kazuya Sakai, una exposición en el principal museo del país. 

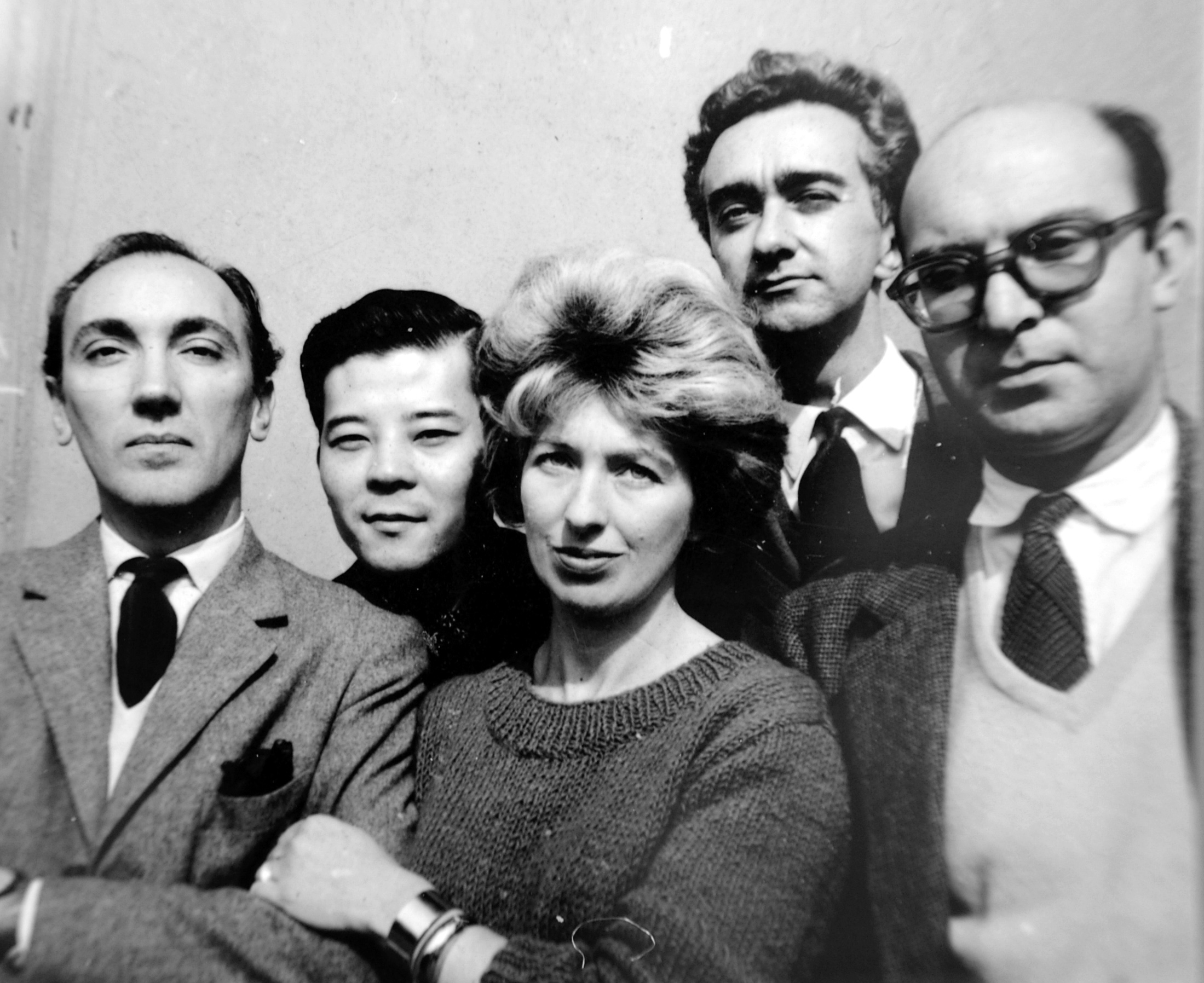
El Grupo de los Cinco en Buenos Aires. De izquierda a derecha: José Antonio Fernández-Muro, Kazuya Sakai, Sarah Grilo, Miguel Ocampo y Clorindo Testa.

Marta Traba señaló con firmeza que los cinco artistas constituían "el equipo más serio y responsable con que ha contado la pintura argentina de esa generación".
Tras vivir unos años en París, retornó a Buenos Aires y en 1961 participó del premio de la Fundación Torcuato Di Tella, que se desarrolló en el Museo Nacional de Bellas Artes. Poco después ganó la Beca J.S. Guggenheim y se mudó a Nueva York con su familia, quedándose allí ocho años. Durante ese periodo expuso en la Bianchini Gallery, en la Byron Gallery y en la Galería Bonino, en Nueva York, así como en la Obelisk Gallery en Washington D. C.
En esa época, comenzó a intervenir su pintura con grafiti sobre la base de un deseo de abandonar lo que consideró «el puro arreglo formal-cromático-matérico totalmente abstracto». Se apropiaba de los grafiti que abundaban en los muros de la ciudad, de las letras tipográficas de los afiches desgarrados, de números y otros trazados espontáneos. Todo en aparente desorden, sobreimpreso, pero siempre con un tono evidentemente refinado. Según Jorge Romero Brest, esta pintura era un desvío "hacia una especie de impresionismo neorrealista con formas ambientales de referencia urbana". En 1968, obtuvo el Premio Adquisición de la I Bienal Iberoamericana de Pintura de Medellín, Colombia.
En 1970,  Grilo se radicó con su esposo y sus hijos en el sur de España. Dos años más tarde se presentó en la Galería Juana Mordó, en Madrid. En 1974, Damián Bayón, buen conocedor de su trabajo, escribió que Sarah Grilo "fue siempre la representante de la extrema sensibilidad cromática. Inventora de un sistema particular de signos que la situaba a mitad de camino entre lo que entonces empezaba a llamarse «abstracción lírica» y el rigor más descarnado de sus compañeros concretos". Jorge Romero Brest, por su parte, la calificaba como una pintora "abstracta-intuitiva", que podía ubicarse entre "los artistas más valiosos hacia 1960, no por los premios locales obtenidos [...] sino por la calidad de las obras que hacía".
Después de quince años de ausencia en Argentina, Grilo expuso sus grafitis en Buenos Aires, en la Galería Art, en 1978. La nota de LA NACIÓN que daba cuenta de la muestra finalizaba con la afirmación de que su regreso se había convertido "en un verdadero acontecimiento para nuestra pintura". El legado de los artistas más importantes de nuestro tiempo.
En 1980, Grilo y su esposo adquieren un estudio en París y alternan temporadas entre éste y su estudio de Madrid, donde en 1989 se radican definitivamente. En 1985, el Museo Español de Arte Contemporáneo (MEAC) en Madrid organiza la muestra individual Sarah Grilo, 1979-1985, con obras esos años.
Hasta su muerte seguía trabajando con entusiasmo en sus pinturas plenas de graffiti y de manchas espontáneas.
La obra de Grilo ha sido expuesta de forma colectiva e individual en numerosas galerías e instituciones de Estados Unidos, Latinoamérica y Europa, como son el Museo Nacional de Bellas Artes de Buenos Aires; el Museo de Bellas Artes de Caracas; el Instituto de Arte Contemporáneo de Lima; la Fundación de Arte Cisneros Fontanals (CIFO) en Miami; el Art Museum of the Americas en Washington D. C.; la Nelson Rockefeller Collection, la colección Estrellita B. Brodsky y el Museo de Arte Moderno (MoMA) en Nueva York; el Blanton Museum of Art en Austin, Texas; el Museo Stedelijk en Ámsterdam; el Museo Español de Arte Contemporáneo y el Museo Nacional Centro de Arte Reina Sofía en Madrid, entre otros. En 2017 la obra de Sarah Grilo formó parte de la muestra colectiva Making Space: Women Artists and Postwar Abstraction en el MoMA de Nueva York.

## Exposiciones individuales y colectivas (selección)
- 2021
  - Galería Lelong & Co., París - Francia
- 2018:
  - Galería Lelong & Co., París - Francia[9]
  - Galería Cecilia de Torres, Ltd., Nueva York, NY - EE. UU.[10]
  - ANOTHER Space, Nueva York, NY - EE. UU.[11]
  - Museo de Arte Contemporáneo de Alicante (MACA) - España
- 2017:
  - Museo de Arte Moderno (MoMA), Nueva York - EE. UU.
  - Museo de Arte Contemporáneo Latinoamericano (MACLA), La Plata - Argentina
- 2016: Galería Jorge Mara - La Ruche, Buenos Aires - Argentina
- 2015:
  - Galería Jorge Mara - La Ruche, Buenos Aires - Argentina.
  - Museo de Arte Contemporáneo Latinoamericano (MACLA), La Plata - Argentina
- 2014:
  - Galería Jacques Martínez, Buenos Aires - Argentina
  - Galería Jorge Mara - La Ruche, Buenos Aires - Argentina.
  - Museo de Arte Contemporáneo Latinoamericano (MACLA), La Plata - Argentina
- 2012: Museo de Arte de las Américas (AMA), Washington - EE. UU.
- 2010: Fundación PROA, Buenos Aires - Argentina
- 2007:
  - Fundación Luis Seoane, La Coruña - España
  - Galería Jorge Mara - La Ruche, Buenos Aires - Argentina.
- 2006:
  - Museo de Arte de las Américas (AMA), Washington - EE. UU.
  - Museo de Arte Contemporáneo Latinoamericano (MACLA), La Plata - Argentina
- 2005: Museo Genaro Pérez, Córdoba - España
- 2001: Museo de Arte Blanton, Austin, TX - EE. UU.
- 1995: Phoenix Art Museum - EE. UU.
- 1994: Milwaukee Art Museum - EE. UU.
- 1978: Museo de Arte Moderno de San Francisco (SFMOMA) - EE. UU.
- 1963: Galería Paul Bianchini, Nueva York - EE. UU.
- 1958: Galería Bonino, Buenos Aires - Argentina[12]·[13]..